# Schronisko Górskie ZHP „Głodówka”

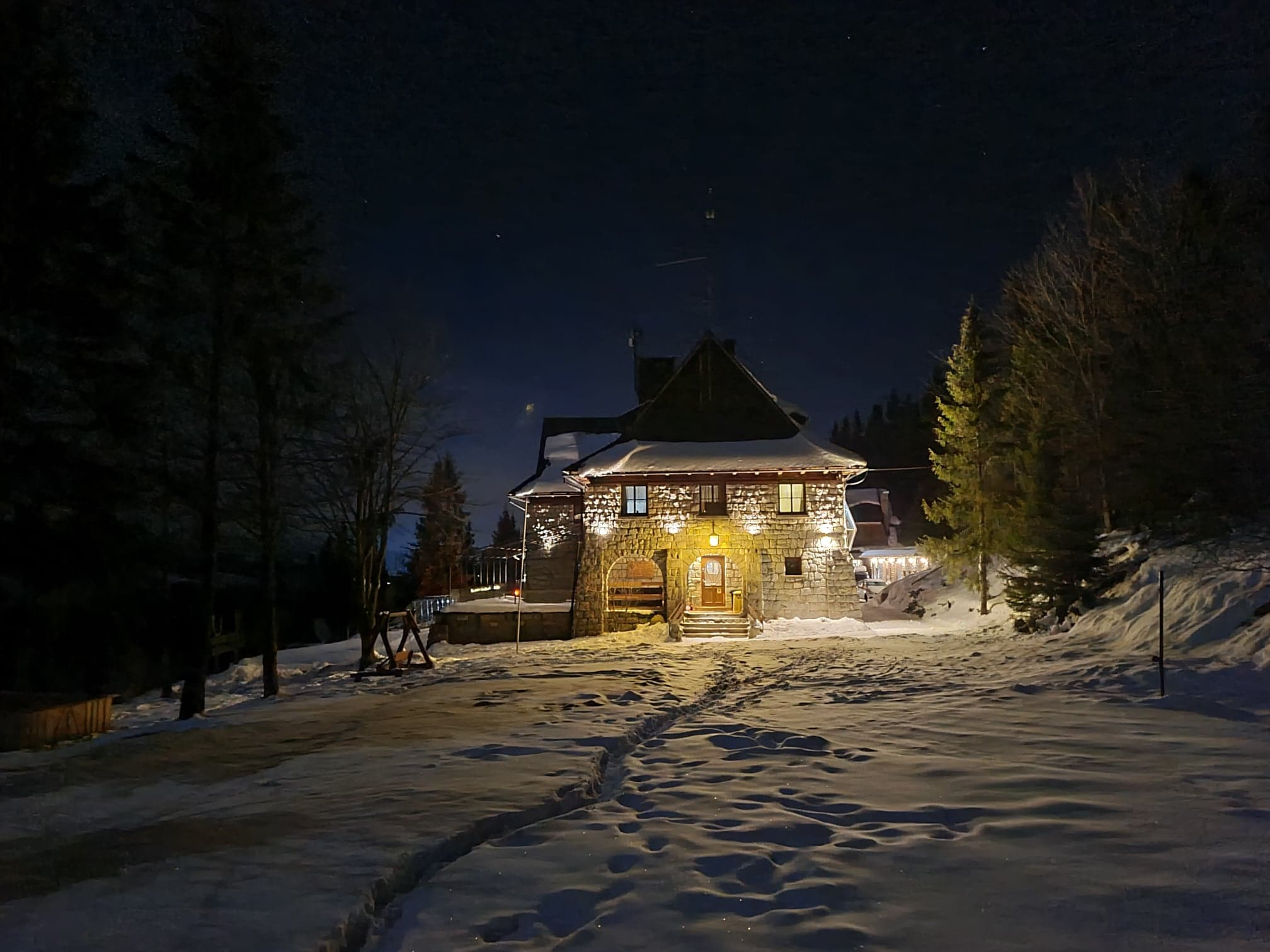
„Murowaniec” nocą

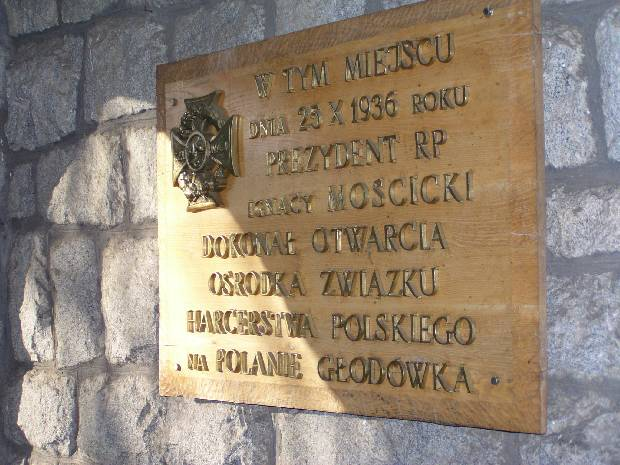
Tablica pamiątkowa na budynku „Murowańca”

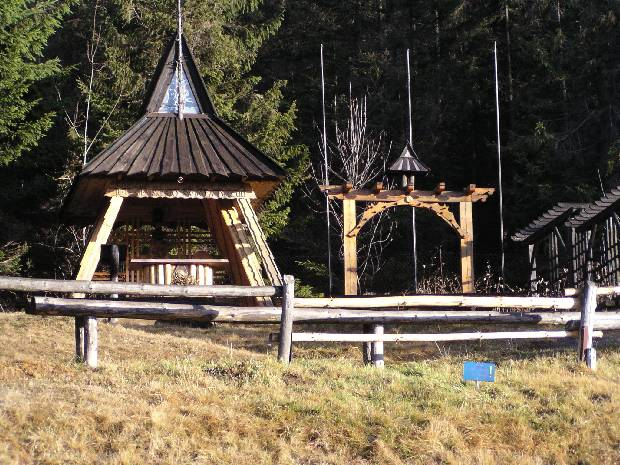
Kaplica Betlejemskiego Światła Pokoju

Schronisko Górskie ZHP „Głodówka” – górskie schronisko Związku Harcerstwa Polskiego na polanie Głodówka na Pogórzu Bukowińskim (część Pogórza Spisko-Gubałowskiego na Podhalu). Schronisko położone jest przy drodze wojewódzkiej nr 960, między Bukowiną Tatrzańską, a granicą ze Słowacją na Łysej Polanie.

## Historia
Nazwa „Głodówka” pochodzi od podhalańskiego nazwiska Głód, które nosił dawny właściciel tego terenu.
Pierwszy budynek – drewniane schronisko – zbudowano na początku lat 30. XX wieku staraniem Towarzystwa Przyjaciół Akademii Sztuk Pięknych w Krakowie. Otrzymało ono imię Karola Stryjeńskiego – profesora Akademii Sztuk Pięknych w Warszawie, artysty, architekta i grafika, organizatora zajęć plenerowych dla studentów na polanie Głodówka. W 1935 towarzystwo przekazało schronisko w darze Związkowi Harcerstwa Polskiego. Schronisko jako obiekt harcerski zostało uroczyście otwarte 25 października 1935 przez prezydenta Rzeczypospolitej Polskiej, Ignacego Mościckiego, w obecności przewodniczącego ZHP, Michała Grażyńskiego. W schronisku organizowano szkolenia, kursy, spotkania instruktorskie, stanowił bazę dla obozów wędrownych i wycieczek.
W lutym 1938 budynek spłonął w wyniku pożaru. Natychmiast podjęto starania o odbudowę schroniska – powołano Społeczny Komitet Odbudowy Schroniska pod patronatem żeńskiej chorągwi ZHP w Krakowie. Obiekt odbudowano ze składek społecznych oraz zaciągniętej przez ZHP pożyczki w ówczesnym Powszechnym Zakładzie Ubezpieczeń Wzajemnych. Nowy obiekt – obecny „Murowaniec” – został zaprojektowany przez inżyniera Antoniego Żukowskiego. Budowa trwała półtora roku, a uroczyste otwarcie planowane było na 1 września 1939. Podczas II wojny światowej obiekt był w administracji niemieckiej i nie uległ większemu zniszczeniu. 
W 1945 schronisko wróciło we władanie Komendy Chorągwi Krakowskiej ZHP, a następnie zostało przejęte przez Naczelnictwo ZHP, które dysponowało obiektem do momentu bezprawnego wcielenia ZHP w struktury Związku Młodzieży Polskiej w 1950. 
W latach 1950–1956 obiekt wykorzystywany był przez Związek Młodzieży Polskiej. W 1957 schronisko powróciło do ZHP. Początkowo było administrowane przez Centralną Składnicę Harcerską, a następnie przez Główną Kwaterę ZHP, jako ośrodek szkoleniowo-wypoczynkowy.
W latach 80. XX wieku wybudowano drugi duży budynek – „Drewniak”. Zorganizowano również Salę Zawiszy Czarnego.

## Współczesność
W 2005 Związek Harcerstwa Polskiego powołał do życia Fundację Harcerstwa Polskiego Schronisko Głodówka, która od stycznia 2006 zarządza obiektem. Zmianie uległa również nazwa z Ośrodek Szkoleniowo-Wypoczynkowy ZHP „Głodówka” na Schronisko Górskie ZHP „Głodówka”. W latach 2005–2006 schronisko przeszło remont, w wyniku którego odnowione zostały oba budynki. Schronisko służy obecnie harcerzom, młodzieży szkolnej oraz gościom prywatnym. Schronisko prowadzi własne akcje i całoroczny program, między innymi letnie kampanie „Czyste Tatry”, uroczystości przyjęcia Betlejemskiego Światła Pokoju, ogólnopolski rajd z okazji Światowego Dnia Turystyki, kolonie dla dzieci, obozy i turnusy świąteczne.
Od 2021 schronisko jest zarządzane przez Fundację Kształcenia, Wypoczynku i Rekreacji w Krakowie, której fundatorem jest Chorągiew Krakowska ZHP.

## Kaplica Betlejemskiego Światła Pokoju
Na terenie obiektu zlokalizowana jest kaplica Betlejemskiego Światła Pokoju.

## Panorama Tatr
Polana Głodówka, na której położone jest schronisko, jest miejscem z rozległą panoramą polskich Tatr. Widok roztacza się na ponad 76-kilometrowy odcinek Tatr, od Hawrania (Słowacja), po Tatry Zachodnie.